# Mandécali
Mandécali är ett arrondissement i kommunen Malanville i Benin. Den hade 14 105 invånare år 2002.